# Бердянка (Луганская область)
Бердянка (укр. Бердянка) — село, относится к Славяносербскому району Луганской области Украины. Под контролем самопровозглашённой Луганской Народной Республики.

## География
Соседние населённые пункты: села Червоный Лиман, Заречное, Богдановка, посёлок Криничное на юге, сёла Весняное, Тавричанское на юго-западе, город Кировск на западе, село Дачное на севере, посёлок Фрунзе на северо-востоке, село Петровеньки на востоке.

## Население
Население по переписи 2001 года составляло 34 человека.

## Общие сведения
Почтовый индекс — 93723. Телефонный код — 6473. Занимает площадь 0,05 км². Код КОАТУУ — 4424581402.

## Местный совет
93723, Луганская обл., Славяносербский р-н, с. Весняное, ул. Мира, д.2